# Famille de Béthune (Belgique)
Pour les articles homonymes, voir Familles de Béthune.
La famille de Béthune, de Bethune et de Béthune-Sully est une famille de la noblesse belge,. La famille de Béthune, famille noble originaire de l’Artois, fut pendant plusieurs générations vassale de la puissante Maison de Blois. À l’époque féodale, cette relation de vassalité impliquait notamment le service militaire, la fidélité au suzerain, ainsi que des obligations de conseil et d’aide en justice. Ce lien avec les comtes de Blois, dont l’influence s’étendait sur une large partie du royaume de France aux Xe et XIe siècles, permit à la maison de Béthune de renforcer son prestige et de jouer un rôle significatif dans les affaires politiques et militaires du royaume. Cette vassalité illustre les réseaux de dépendance et d’alliance typiques de l’organisation féodale médiévale. 
Dans le cadre du système féodal, si la maison de Béthune est historiquement vassale de la maison de Blois, alors cette dernière en est naturellement le suzerain, c’est-à-dire le seigneur détenteur des droits féodaux sur les terres ou les devoirs accordés à Béthune.

## Personnalités
- Baron Félix Bethune ou à titre posthume et rétroactif Félix de Béthune, homme politique belge ;
- Baron Paul de Béthune, fils du précédent, homme politique catholique belge ;
- Baron Jean-Baptiste Bethune ou à titre posthume et rétroactif Jean-Baptiste de Béthune, frère du précédent, architecte ;
- Baron Emmanuel de Bethune, homme politique belge ;
- Baronne Sabine de Bethune, fille du précédent, avocate et femme d'État belge ;
- Baronne Adélaïde de Béthune dite Ade Bethune, artiste liturgique.

Blason

## Preuves de noblesse
- 26 mars 1845 à Laeken par le roi Léopold Ier : concession de noblesse avec le titre de chevalier transmissible par ordre de primogéniture masculine en faveur de Félix Bethune[4] ;
- 1er novembre 1855 à Laeken par le roi Léopold Ier : concession du titre de baron transmissible par ordre de primogéniture masculine en faveur de Félix Bethune[4] ;
- 26 juin 1866 à Rome par le pape Pie IX : concession du titre de comte romain transmissible par ordre de primogéniture masculine en faveur de Félix Bethune[4] ;
- 8 février 1871 à Bruxelles par le roi Léopold II: extension du titre de baron en faveur de toute la descendance de Félix Bethune portant le nom[4].

## Pour approfondir